# Pevnost If
Pevnost If (francouzsky Château d'If) známá spíše jako vězení, se nachází na malém stejnojmenném ostrově ve Středozemním moři v zálivu u přístavního města Marseille na jihu Francie. Ostrov If je součástí Frioulských ostrovů a zdejší pevnost proslavil především Alexandre Dumas starší románem Hrabě Monte Cristo a také zde byl údajně vězněn i Muž se železnou maskou. Z této pevnosti se údajně nedalo uniknout.

## Historie
Pevnost byla vybudována v letech 1524–1531 z rozkazu krále Františka I. po neúspěšném obléhání tehdy ještě neopevněného města vojsky španělského a burgundského krále Karla V. a navzdory protestům obyvatel. Hrdí Marseillané, potomci námořníků a pirátů, považovali tohoto "nechtěného souseda" za symbol centrální moci na svém teritoriu. Z vojenského hlediska představovaly tři rozdílně vysoké věže (nejvyšší 22 m), 200 vojáků a 22 děl účinnou obranu marseilleské rejdy a jistily zásobování města od moře. Také Karlovi V. habsburskému překazila již hotová pevnost obnovené plány na dobývání Marseille v r. 1536.
Už koncem 16. století byli v temných kobkách bez oken první vězňové. Bídné hygienické podmínky byly příčinou očekávané doby života vězněných 9 měsíců. Majetnější nebo šťastnější vězňové mohli mít prostornější cely s okny nebo i krbem ve vyšším podlaží. Především v 17. století sloužila pevnost jako státní vězení. Během dvou set let jím mělo projít na 3500 protestantů (v důsledku zrušení nantského ediktu), 120 vězňů připutovalo do pevnosti po povstání 1848 (nápis nad branou "dům suverénního lidu" pochází z této doby), druhé císařství zde věznilo republikány.
Ze zajímavých osobností zde nedobrovolně pobývali hrabě a pozdější předseda klubu jakobínů Mirabeau (1774), vůdce marseilleské komuny Gaston Crémieux (1871) a kapitán Jean-Baptiste Chataud, jehož loď Grand Saint-Antoine v Marseille roku 1720 rozšířila mor.
První nosorožec na evropském kontinentu (od roku 248), kterého roku 1513 dostal darem z Indie portugalský král Manuel I., pobýval na ostrově If 1516, protože byl poslán jako dar papežovi do Říma a loď se zastavila v Marseille. Nicméně poslední významnou osobností, která mohla nosorožce obdivovat, byl francouzský král František I., který se zde zastavil cestou z bitvy u Marignana a na pouti do Saint-Maximin-la-Sainte-Baume. Loď s nosorožcem potom ztroskotala v bouři na útesech v janovském zálivu.